# Złota Brama w Konstantynopolu
Złota Brama (gr. Chrysē Pylē, łac. Porta Aurea, tur. Altınkapı lub Yaldızlıkapı) – główna brama Konstantynopola, używana także do odbywania triumfów przez zwycięskich cesarzy i wodzów bizantyjskich. Bramy używano do odbywania triumfów aż do epoki Komnenów. W późniejszym okresie jedyną tego typu okazją było wkroczenie do miasta cesarza Michała VIII Paleologa 15 sierpnia 1261, tuż po odbiciu Konstantynopola z rąk łacinników.
Początkowo w miejscu Złotej Bramy stał łuk triumfalny wybudowany około roku 388 za panowania cesarza Teodozjusza I. Upamiętniał on jego zwycięstwo nad Magnusem Maksymusem. W tym okresie stał on samotnie, daleko od murów Konstantynopola, wznosząc się nad drogą Via Egnatia. Łuk był wykonany w sposób bardzo wyszukany, zbudowano go z dużych, kwadratowych bloków wypolerowanego marmuru bez użycia zaprawy. Na całość składały się trzy łuki ozdobione ogromną liczbą rzeźb w tym wykonaną z brązu, ciągniętą przez słonie kwadrygą. Wrota były początkowo pokryte złotem, skąd pochodzi nazwa bramy, jednakże w roku 965 cesarz Nicefor II Fokas umieścił w ich miejscu zdobyte brązowe wrota z miasta Mopsuestia.
Kiedy łuk triumfalny został włączony do murów Teodozjusza, dobudowana została zewnętrzna brama, która w następnych stuleciach została obłożona dwoma rzędami marmurowych płaskorzeźb. Zgodnie z opisem angielskiego podróżnika z XVIII wieku, płaskorzeźby te przedstawiały sceny mitologiczne. Od tego czasu płaskorzeźby zaginęły. Inne źródła podają, iż zewnętrzna brama była zwieńczona, statuą bogini Wiktorii, trzymającej w rękach koronę.
Po upadku miasta w 1453 za kompleksem bramnym wybudowano fortecę Yedikule. Ponieważ główna brama była zwykle zamknięta, codzienny ruch odbywał się przez tzw. małą złotą bramę (gr.Mikra Chrysē Pylē), tur. Yedikule Kapısı. Na złotej bramie wzorowali się władcy Rusi Kijowskiej, którzy wybudowali monumentalne bramy o tej samej nazwie w Kijowie (patrz Złota Brama w Kijowie) oraz we Włodzimierzu.

## Galeria

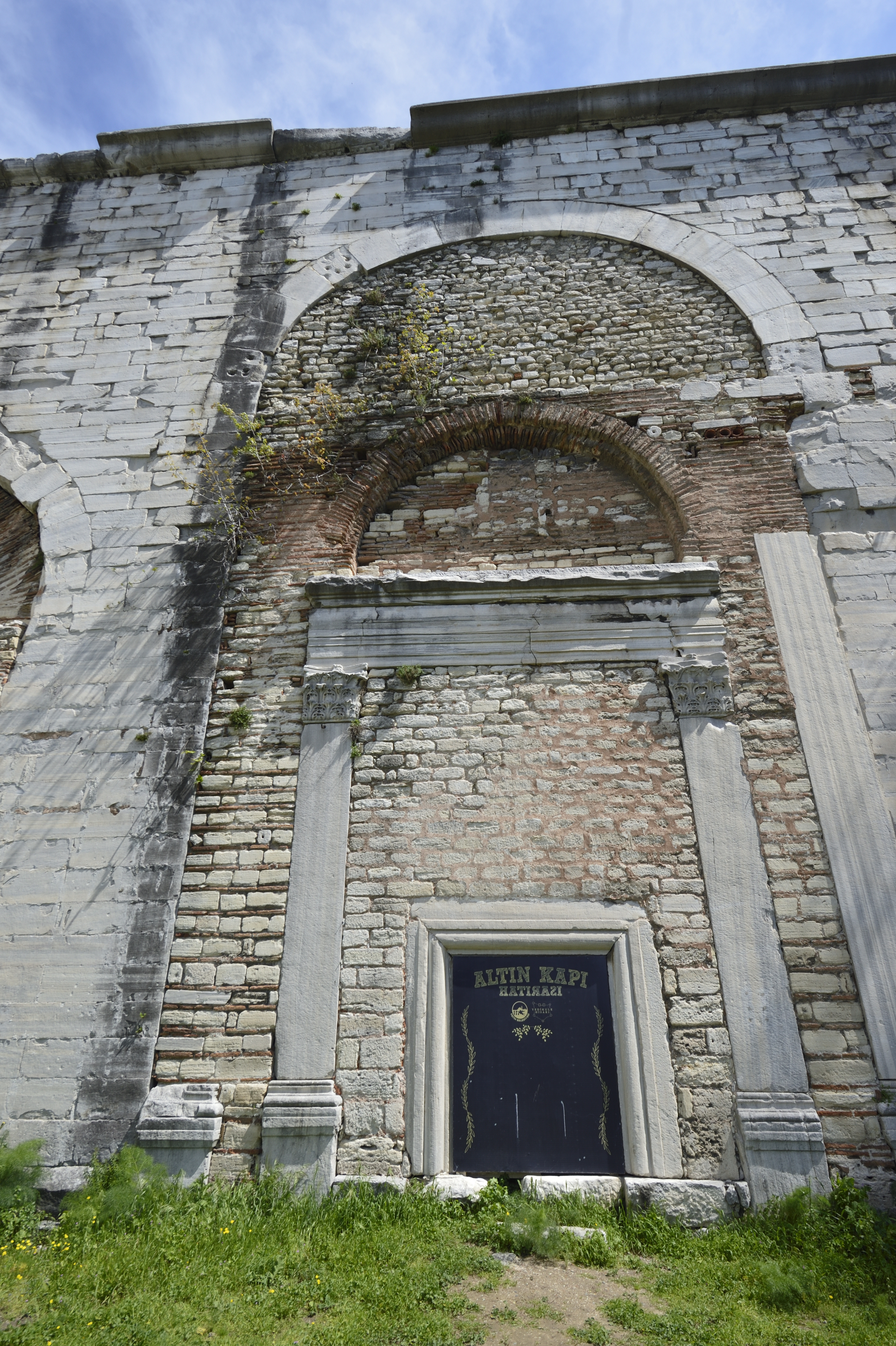
Złota Brama
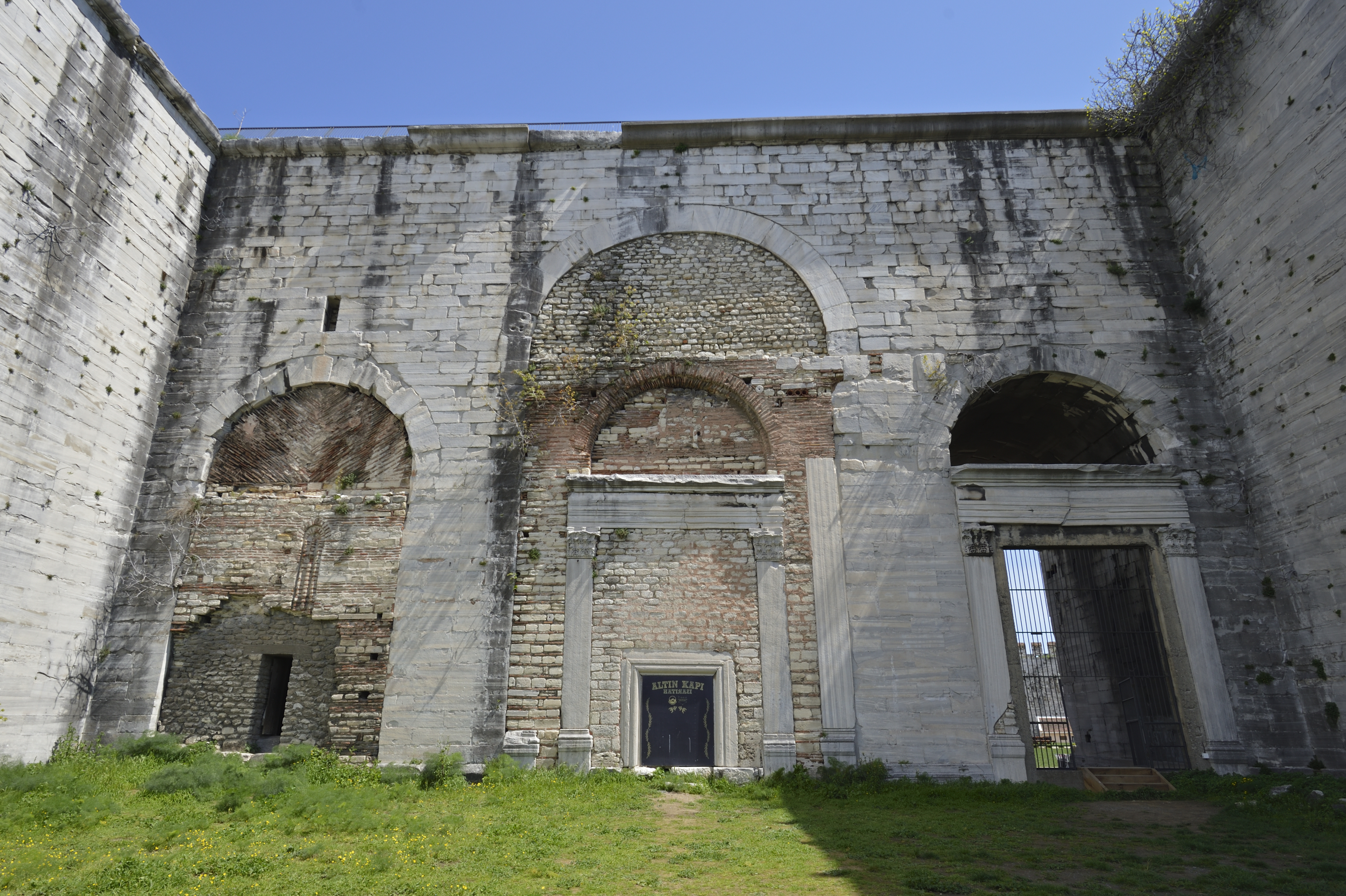
Złota Brama
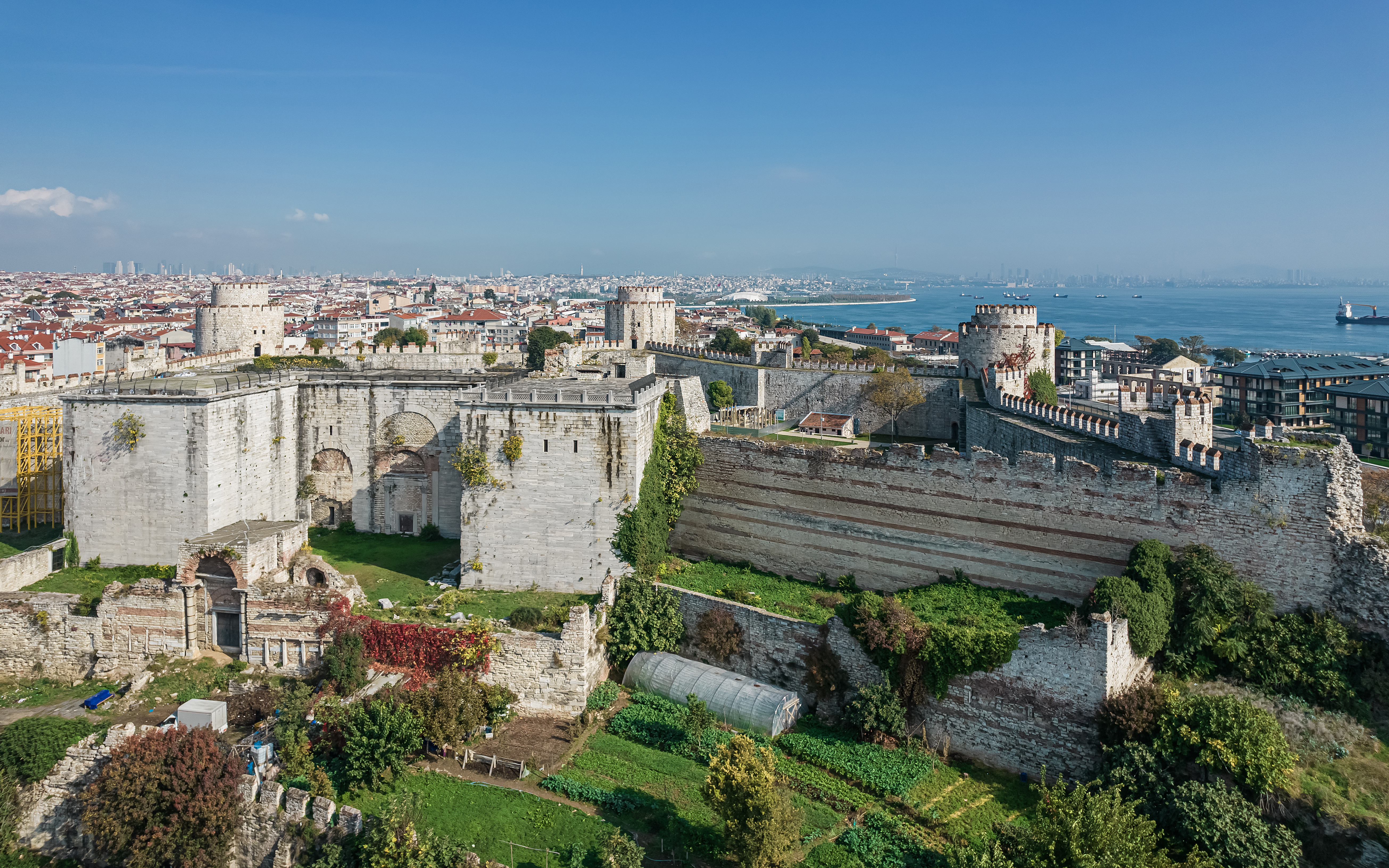
Widok z lotu ptaka
Zewnętrza brama przed Złotą Bramą
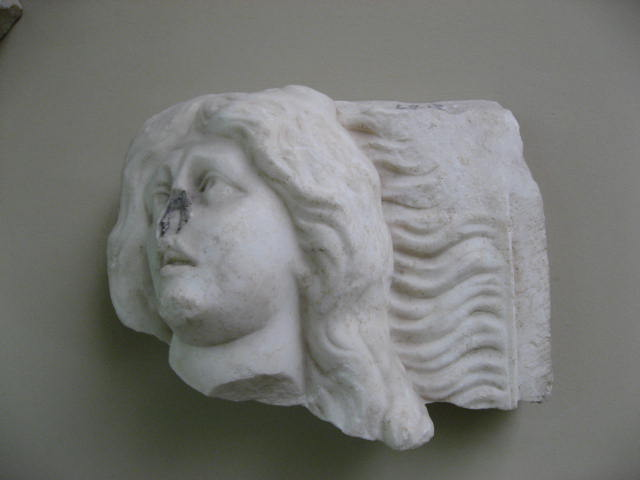
Fragment dekoracji (Muzeum archeologiczne w Konstantynopolu)
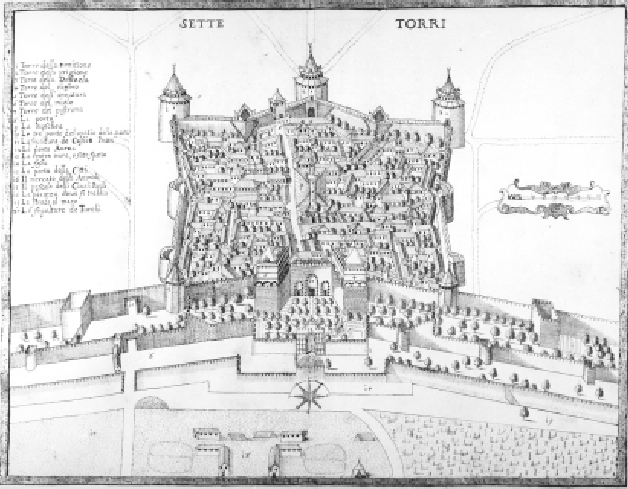